# Pierścień (jezioro)
Pierścień (Rink, Tłokowskie Jezioro, Krzywe Jezioro) – jezioro w Polsce, położone w województwie warmińsko-mazurskim, w powiecie olsztyńskim, w gmimie Jeziorany, w miejscowości Tłokowo. 

## Nazwa
Nazwa jeziora pochodzi prawdopodobnie od legendy o zatopionym orszaku weselnym i młodej parze, która zginęła wraz z orszakiem weselnym pod taflą lodu (nazwa od zatopionych obrączek młodej pary).

## Dane morfometryczne
Powierzchnia jeziora wynosi 30,3 ha, a jego maksymalna głębokość 19 m.